# ICC Women’s T20 World Cup 2024
Die ICC Women’s T20 World Cup 2024 war die neunte Weltmeisterschaft im WTwenty20-Cricket der Frauen und wurde vom 3. bis 20. Oktober 2024 in den Vereinigten Arabischen Emiraten (VAE) ausgetragen. Ursprünglich sollte das Turnier in Bangladesch ausgetragen werden, wurde aus Sicherheitsgründen im August 2024, in Folge von landesweiten Unruhen, verlegt. Im Finale konnte sich Neuseeland mit 32 Runs gegen Südafrika durchsetzen und erstmals eine Weltmeisterschaft gewinnen.

## Teilnehmer
Das Teilnehmerfeld besteht aus zehn Mannschaften. Dabei qualifizierten sich neben dem Gastgeber Bangladesch die besten sechs Teams des 2023. Hinzu kam mit Pakistan ein Team über die WTwenty20-Weltrangliste am 27. Februar 2023. Zwei weitere Teams, Schottland und Sri Lanka, qualifizierten sich durch ein Qualifikationsturnier für diese Weltmeisterschaft.
| - Australien - Bangladesch - England - Indien - Neuseeland | - Pakistan - Schottland - Sri Lanka - Südafrika - West Indies |

## Austragungsorte
Ursprünglich sollte der Wettbewerb in Bangladesch im Sher-e-Bangla National Cricket Stadium in Dhaka und im Sylhet International Cricket Stadium in Sylhet ausgetragen werden. Nach Sicherheitsbedenken auf Grund der Unruhen wurde es in die Vereinigten Arabischen Emirate verlegt. Daraufhin wurden die folgenden Stadien benannt.
| Stadion                             | Stadt   | Kapazität | Spiele                               |
| ----------------------------------- | ------- | --------- | ------------------------------------ |
| Dubai International Cricket Stadium | Dubai   | 25.000    | 10 Gruppenspiele; Halbfinale; Finale |
| Sharjah Cricket Stadium             | Sharjah | 16.000    | 10 Gruppenspiele; Halbfinale         |

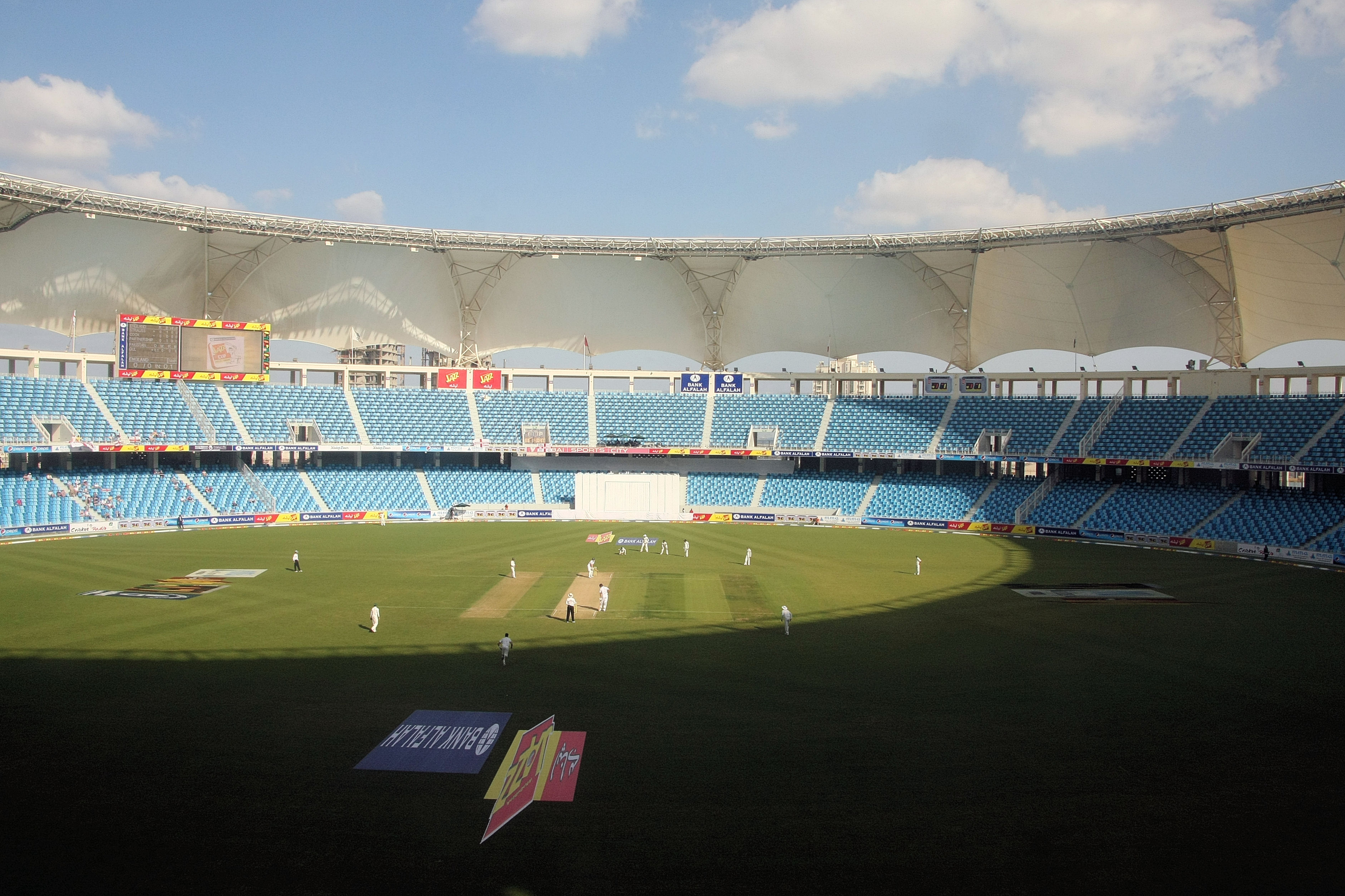
Dubai International Cricket Stadium
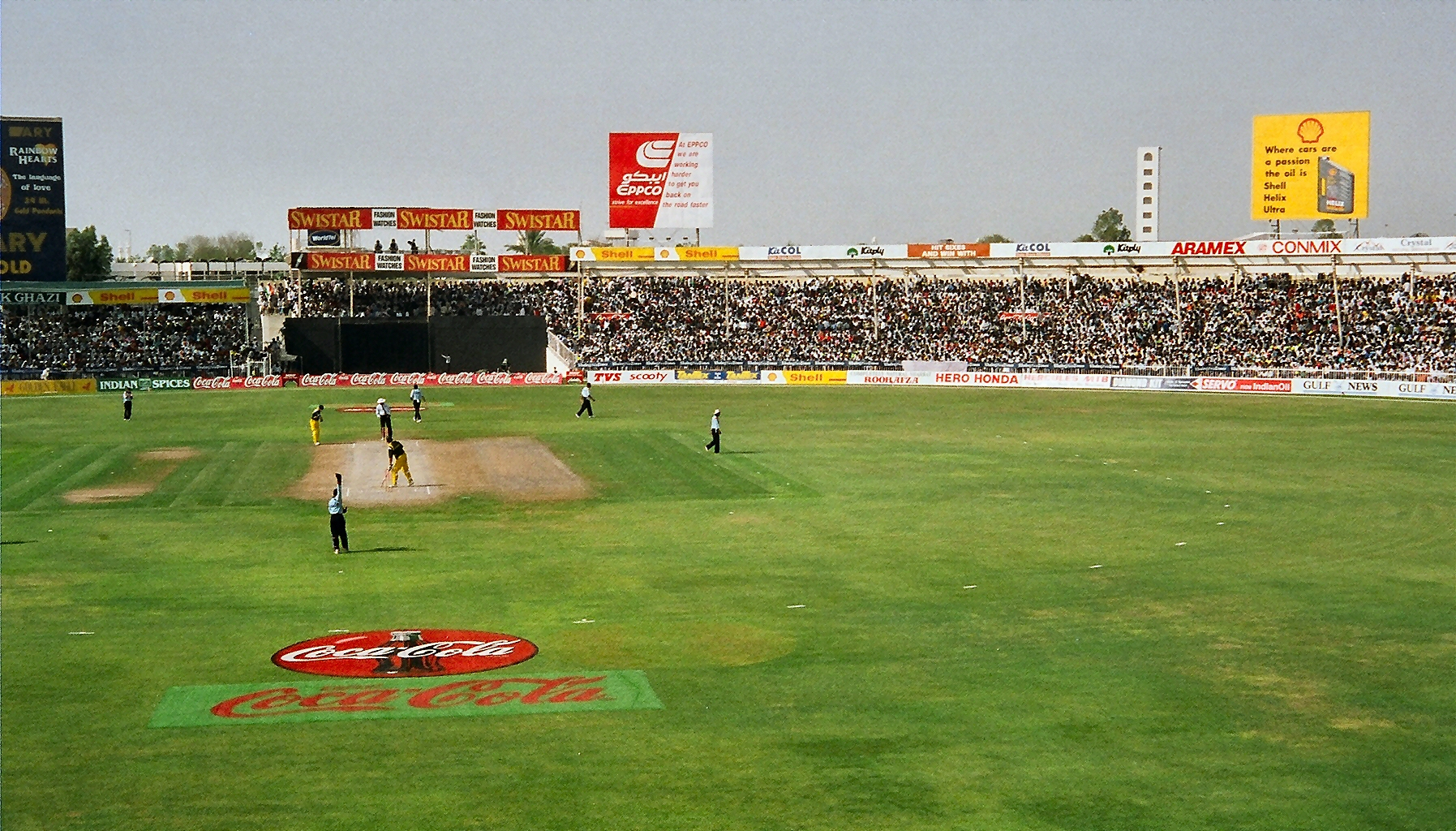
Sharjah Cricket Stadium

## Austragungsmodus
In die zwei Vorrundengruppen wurden jeweils fünf Teams gelost, in denen jeder gegen jeden jeweils ein Spiel absolviert. Dabei gibt es für die siegreiche Mannschaft zwei Punkte, für die unterlegene keinen. Kann kein Sieger festgestellt werden (beispielsweise durch Abbruch durch Regenfälle), erhalten beide Mannschaften je einen Punkt. Sollten nach den gespielten Innings beider Mannschaften beide die gleiche Anzahl von Runs erzielt haben, folgt ein Super Over. Nach der Vorrunde qualifizieren sich jeweils die besten beiden Mannschaften beider Gruppen für das Halbfinale, wobei bei Punktgleichheit die Net Run Rate entscheidend ist. Die beiden Sieger der Halbfinale spielen anschließend das Finale aus.

## Schiedsrichter
Der ICC verkündete am 24. September 2024 die Schiedsrichter des Turniers. Dabei wählten sie drei Referees und zehn Umpires. Die ausgewählten Spieloffiziellen sind:
| Name                | Land       | Funktion/Panel |
| ------------------- | ---------- | -------------- |
| G. S. Lakshmi       | Indien     | Referee        |
| Shandré Fritz       | Südafrika  | Referee        |
| Michell Pereira     | Sri Lanka  | Referee        |
| Lauren Agenbag      | Südafrika  | Umpire         |
| Kim Cotton          | Neuseeland | Umpire         |
| Sarah Dambanevana   | Simbabwe   | Umpire         |
| Anna Harris         | England    | Umpire         |
| Nimali Perera       | Sri Lanka  | Umpire         |
| Claire Polosak      | Australien | Umpire         |
| Vrinda Rathi        | Indien     | Umpire         |
| Sue Redfern         | England    | Umpire         |
| Eloise Sheridan     | Australien | Umpire         |
| Jacqueline Williams | Jamaika    | Umpire         |

## Kaderlisten
Jedes Team benennt vor dem Turnier die 15 Spielerinnen ihres Kaders. Pakistan benannte seinen Kader am 25. August, Australien am 26. August, sowie England und Indien am 27. August 2024. Die West Indies folgten am 29. August, Schottland am 2. September und Südafrika am 3. September 2024. Neuseeland folgte mit seiner Kaderbekanntgabe am 10. September, Bangladesch am 18. September und Sri Lanka benannte als letztes Team ihren Kader am 20. September 2024.
| Twenty20 | Twenty20 | Twenty20 | Twenty20 | Twenty20 |
| Australien | Bangladesch | England | Indien | Neuseeland |
| --- | --- | --- | --- | --- |
| - Alyssa Healy (K, wk) - Darcie Brown - Ashleigh Gardner - Kim Garth - Heather Graham - Grace Harris - Alana King - Phoebe Litchfield - Tahlia McGrath - Sophie Molineux - Beth Mooney (wk) - Ellyse Perry - Megan Schutt - Annabel Sutherland - Tayla Vlaeminck - Georgia Wareham | - Nigar Sultana (K, wk) - Dilara Akter (wk) - Disha Biswas - Fahima Khatun - Jahanara Alam - Marufa Akter - Murshida Khatun - Nahida Akter - Rabeya Khan - Ritu Moni - Shathi Rani - Shorna Akter - Sobhana Mostary - Sultana Khatun - Taj Nehar                           | - Heather Knight (K) - Lauren Bell - Maia Bouchier - Alice Capsey - Charlie Dean - Sophia Dunkley - Sophie Ecclestone - Danielle Gibson - Sarah Glenn - Bess Heath (wk) - Amy Jones (wk) - Freya Kemp - Natalie Sciver-Brunt - Linsey Smith - Danni Wyatt                                                            | - Harmanpreet Kaur (K) - Smriti Mandhana (VK) - Yastika Bhatia (wk) - Richa Ghosh (wk) - Dayalan Hemalatha - Shreyanka Patil - Arundhati Reddy - Jemimah Rodrigues - Sajeevan Sajana - Deepti Sharma - Renuka Singh - Asha Sobhana - Pooja Vastrakar - Shafali Verma - Radha Yadav | - Sophie Devine (K) - Suzie Bates - Eden Carson - Izzy Gaze (wk) - Maddy Green - Brooke Halliday - Fran Jonas - Leigh Kasperek - Amelia Kerr - Jess Kerr - Rosemary Mair - Molly Penfold - Georgia Plimmer - Hannah Rowe - Lea Tahuhu                                                  |
| Pakistan | Schottland | Sri Lanka | Südafrika | West Indies |
| - Fatima Sana (K) - Aroob Shah - Aliya Riaz - Diana Baig - Gull Feroza (wk) - Iram Javed - Muneeba Ali (wk) - Najiha Alvi - Nashra Sandhu - Nida Dar - Omaima Sohail - Sadaf Shamas - Sadia Iqbal - Sidra Ameen - Tasmia Rubab - Tuba Hassan                                       | - Kathryn Bryce (K) - Sarah Bryce (VK, wk) - Chloe Abel - Abbi Aitken-Drummond - Olivia Bell - Darcey Carter - Priyanaz Chatterji - Katherine Fraser - Saskia Horley - Lorna Jack (wk) - Ailsa Lister (wk) - Abtaha Maqsood - Megan McColl - Hannah Rainey - Rachel Slater | - Chamari Athapaththu (K) - Kavisha Dilhari - Shashini Gimhani - Vishmi Gunaratne - Ama Kanchana - Achini Kulasuriya - Sugandika Kumari - Sachini Nisansala - Hasini Perera - Udeshika Prabodhani - Inoshi Priyadharshani - Inoka Ranaweera - Anushka Sanjeewani (wk) - Harshitha Samarawickrama - Nilakshi de Silva | - Laura Wolvaardt (K) - Anneke Bosch - Tazmin Brits - Annerie Dercksen - Ayanda Hlubi - Sinalo Jafta (wk) - Marizanne Kapp - Ayabonga Khaka - Nadine de Klerk - Sune Luus - Nonkululeko Mlaba - Seshnie Naidu - Mieke de Ridder (wk) - Tumi Sekhukhune - Chloe Tryon               | - Hayley Matthews (K) - Shemaine Campbelle (VK, wk) - Aaliyah Alleyne - Shamilia Connell - Nerissa Crafton - Deandra Dottin - Afy Fletcher - Chinelle Henry - Zaida James - Qiana Joseph - Mandy Mangru - Ashmini Munisar - Chedean Nation (wk) - Karishma Ramharack - Stafanie Taylor |

## Aufwärmspiele
| 28. September Scorecard | Dubai (TSS) | Pakistan 132-9 (20)              | – | Schottland 133-2 (18) |
|                         |             | Schottland gewinnt mit 8 Wickets |   |                       |

| 28. September Scorecard | Dubai (IAG) | Sri Lanka 143-7 (20)          | – | Bangladesch 110-9 (20) |
|                         |             | Sri Lanka gewinnt mit 33 Runs |   |                        |

| 29. September Scorecard | Dubai (TSS) | Südafrika 92 (20)                | – | Neuseeland 95-2 (14.2) |
|                         |             | Neuseeland gewinnt mit 8 Wickets |   |                        |

| 29. September Scorecard | Dubai (IAG2) | Indien 141-8 (20)          | – | West Indies 121-8 (20) |
|                         |              | Indien gewinnt mit 20 Runs |   |                        |

| 29. September Scorecard | Dubai (IAG) | Australien 162-6 (20)          | – | England 129 (19.4) |
|                         |             | Australien gewinnt mit 33 Runs |   |                    |

| 30. September Scorecard | Dubai (TSS) | Schottland 58 (19)              | – | Sri Lanka 59-5 (15.3) |
|                         |             | Sri Lanka gewinnt mit 5 Wickets |   |                       |

| 30. September Scorecard | Dubai (IAG2) | Bangladesch 140-7 (20)          | – | Pakistan 117 (18.4) |
|                         |              | Bangladesch gewinnt mit 23 Runs |   |                     |

| 1. Oktober Scorecard | Dubai (TSS) | Australien 144-8 (20)          | – | West Indies 109 (17.5) |
|                      |             | Australien gewinnt mit 35 Runs |   |                        |

| 1. Oktober Scorecard | Dubai (IAG2) | Neuseeland 127-4 (20)         | – | England 131-5 (17) |
|                      |              | England gewinnt mit 5 Wickets |   |                    |

| 1. Oktober Scorecard | Dubai (IAG) | Indien 144-7 (20)          | – | Südafrika 116-6 (20) |
|                      |             | Indien gewinnt mit 28 Runs |   |                      |

## Spielplan
| Vorrunde Oktober   | Do. 3.  | Fr. 4.  | Sa. 5.  | So. 6.  | Mo. 7.  | Di. 8.  | Mi. 9. | Do. 10. | Fr. 11. | Sa. 12. | So. 13. | Mo. 14. |
| ------------------ | ------- | ------- | ------- | ------- | ------- | ------- | ------ | ------- | ------- | ------- | ------- | ------- |
| Gruppe A           |         | 2       |         | 2       |         | 1       | 1      |         | 2       |         | 2       |         |
| Gruppe B           | 2       |         | 2       |         | 1       |         | 1      | 1       |         | 2       |         | 1       |
| Halbfinale Oktober | Di. 15. | Mi. 16. | Do. 17. | Fr. 18. | Sa. 19. | So. 20. |        |         |         |         |         |         |
| Finalrunde         |         |         | 1       | 1       |         | 1       |        |         |         |         |         |         |

| Farblegende |
| Vorrunde    |
| Halbfinale  |
| Finale      |

## Vorrunde
Die Auslosung der Vorrundengruppen wurde am 5. Mai 2024 bekanntgegeben.

### Gruppe A
In der Gruppe A konnte Neuseeland seine Auftaktpartie gegen Indien gewinnen und so diese mit einem großen Rückstand in der Net Run Rate unter Druck setzen. Nachdem Neuseeland sein Spiel gegen Turnierfavorit Australien verloren hatte, kam es zur entscheidenden Partie zwischen Australien und Indien. Hier setzte sich Australien durch, die damit ungeschlagen blieben und da Neuseeland seine verbliebenen Partien für sich entscheiden konnte, gelang ihnen ebenfalls der Einzug ins Halbfinale.
Tabelle
| Gruppe A   | Sp. | S | N | NR | P | NRR    |
| ---------- | --- | - | - | -- | - | ------ |
| Australien | 4   | 4 | 0 | 0  | 8 | +2.223 |
| Neuseeland | 4   | 3 | 1 | 0  | 6 | +0.879 |
| Indien     | 4   | 2 | 2 | 0  | 4 | +0.322 |
| Pakistan   | 4   | 1 | 3 | 0  | 2 | −1.040 |
| Sri Lanka  | 4   | 0 | 4 | 0  | 0 | −2.173 |

Spiele
| 3. Oktober Scorecard | Sharjah | Pakistan 116 (20)            | – | Sri Lanka 85-9 (20) |
|                      |         | Pakistan gewinnt mit 31 Runs |   |                     |

Pakistan gewann den Münzwurf und entschied sich, als Schlagmannschaft zu beginnen. Für sie formten Eröffnungs-Batterin Muneeba Ali und die dritte Schlagfrau Sidra Amin eine Partnerschaft. Ali erzielte 11 Runs und wurde durch Omaima Sohail ersetzt. Amin schied nach 12 Runs aus und nachdem Nida Dar aufs Feld kam, verlor auch Shail ihr Wicket nach 18 Runs. Dar gelangen 23 Runs und die hineinkommende Fatima Sana konnte 30 Runs erreichen. Kurz darauf endete das Innings mit einer Vorgabe von 117 Runs für Sri Lanka. Beste sri-lankische Bowlerinnen mit jeweils drei Wickets waren Chamari Athapaththu (für 18 Runs), Sugandika Kumari (für 19 Runs) und Udeshika Prabodhani (für 20 Runs). Für Sri Lanka erzielte Eröffnungs-Batterin Vishmi Gunaratne 20 Runs und die hineinkommende Nilakshi de Silva konnte 22 uns beisteuern. Jedoch gelang es den folgenden Batterinnen nicht die Vorgabe zu gefährden. Beste pakistanische Bowlerin war Sadia Iqbal mit 3 Wickets für 17 Runs. Als Spielerin des Spiels wurde Fatima Sana ausgezeichnet.
| 4. Oktober Scorecard | Dubai | Neuseeland 160-4 (20)          | – | Indien 102 (19) |
|                      |       | Neuseeland gewinnt mit 58 Runs |   |                 |

Neuseeland gewann den Münzwurf und entschied sich, als Schlagmannschaft zu beginnen. Für sie begannen die Eröffnungs-Batterinnen Suzie Bates und Georgia Plimmer. Bates erreichte 27 Runs und kurz darauf schied auch Plimmer nach 34 Runs aus. Daraufhin formten Amelia Kerr und Sophie Devine eine weitere Partnerschaft. Kerr schied nach 13 Runs aus und nachdem Brooke Halliday 16 Runs erzielte, konnte Devine das Innings nach einem Fifty über 57* Runs beenden. Beste indische Bowlerin war Renuka Singh mit 2 Wickets für 27 Runs. Für Indien bildete Eröffnungs-Batterin Smriti Mandhana zusammen mit der dritten Schlagfrau Harmanpreet Kaur eine Partnerschaft. Mandhana erzielte 12 Runs und wurde durch Jemimah Rodrigues ersetzt. Kaur gelangen 15 Runs und nachdem Richa Ghosh aufs Feld gekommen war, schied auch Rodrigues nach 13 Runs aus. Sie wurde gefolgt durch Deepti Sharma. Ghosh verlor ihr Wicket nach 12 und Sharma nach 13 Runs und den verbliebenen Batterinnen gelang es nicht, die Vorgabe zu gefährden. Beste neuseeländische Bowlerinnen waren Rosemary Mair mit 4 Wickets für 19 Runs und Lea Tahuhu mit 3 Wickets für 15 Runs. Als Spielerin des Spiels wurde Sophie Devine ausgezeichnet.
| 5. Oktober Scorecard | Sharjah | Sri Lanka 93-7 (20)              | – | Australien 94-4 (14.2) |
|                      |         | Australien gewinnt mit 6 Wickets |   |                        |

Sri Lanka gewann den Münzwurf und entschied sich, als Schlagmannschaft zu beginnen. Sie verloren früh ihre Eröffnungs-Batterinnen, woraufhin die dritte Schlagfrau Harshitha Samarawickrama zusammen mit Nilakshi de Silva eine Partnerschaft formte. Samarawickrama erreichte 23 Runs und nachdem die hineinkommende Anushka Sanjeewani 16 Runs erzielt hatte, beendete Silva das Innings ungeschlagen mit 29* Runs das Innings, womit die Vorgabe auf 94 Runs erhöht wurde. Beste australische Bowlerin war Megan Schutt mit 3 Wickets für 12 Runs. Für Australien formte die Eröffnungs-Batterin Beth Mooney mit der vierten Schlagfrau Ellyse Perry eine Partnerschaft. Perry gelangen 17 Runs, die durch Ashleigh Gardner ersetzt wurde die 12 Runs erreichte. Mooney (43* Runs) konnte dann zusammen mit Phoebe Litchfield (9* Runs) die Vorgabe im 15. Over einholen. Die sri-lankischen Wickets erzielten Sugandika Kumari, Udeshika Prabodhani und Inoka Ranaweera. Als Spielerin des Spiels wurde Megan Schutt ausgezeichnet.
| 6. Oktober Scorecard | Dubai | Pakistan 105-8 (20)          | – | Indien 108-4 (18.5) |
|                      |       | Indien gewinnt mit 6 Wickets |   |                     |

Pakistan gewann den Münzwurf und entschied sich, als Schlagmannschaft zu beginnen. Für sie bildete Eröffnungs-Batterin Muneeba Ali eine Partnerschaft mit der fünften Schlagfrau Nida Dar. Ali erreichte 17 Runs und nachdem die hineinkommende Fatima Sana erzielt hatte, formte Dar eine weitere Partnerschaft mit Syeda Aroob Shah. Dar schied nach 28 Runs aus und Shah gelangen bis zum Ende des Innings 14* Runs, womit die Vorgabe auf 106 Runs erhöht wurde. Beste indische Bowlerin war Arundhati Reddy mit 3 Wickets für 19 Runs. Für Indien formte Eröffnungs-Batterin Shafali Verma mit der dritten Schlagfrau Jemimah Rodrigues eine Partnerschaft. Verma gelangen 32 Runs, bevor sie durch Harmanpreet Kaur ersetzt wurde. Rodrigues verlor ihr Wicket nach 23 Runs, woraufhin Kaur 29 Runs erzielte, bevor sie verletzt ausschied. Kurz darauf endete das Spiel im vorletzten Over. Beste pakistanische Bowlerin war Fatima Sana mit 2 Wickets für 23 Runs. Als Spielerin des Spiels wurde Arundhati Reddy ausgezeichnet.
| 8. Oktober Scorecard | Sharjah | Australien 148-8 (20)          | – | Neuseeland 88 (19.2) |
|                      |         | Australien gewinnt mit 60 Runs |   |                      |

Australien gewann den Münzwurf und entschied sich, als Schlagmannschaft zu beginnen. Für sie formten die Eröffnungs-Batterinnen Alyssa Healy und Beth Mooney. Healy erreichte 26 Runs und wurde durch Ellyse Perry ersetzt. Mooney schied nach 40 Runs aus und wurde gefolgt durch Phoebe Litchfield. Perry konnte 30 Runs erzielen und Litchfield 18 Runs. Daraufhin konnte sich keine weitere Batterin etablieren und das Innings endete mit einer Vorgabe von 149 Runs. Beste neuseeländische Bowlerin war Amelia Kerr mit 4 Wickets für 26 Runs. Für Neuseeland bildete Eröffnungs-Batterin Suzie Bates eine partnerschaft mit der dritten Schlagfrau Amelia Kerr. Bates erreichte 20 Runs und Kerr 29 Runs. Von den verbliebenen Batterinnen konnte Lea Tahuhu 11 Runs erzielen, was nicht ausreichte um die Vorgabe zu gefährden. Beste australische Bowlerinnen waren Megan Schutt mit 3 Wickets für 3 Runs und Annabel Sutherland mit 3 Wickets für 21 Runs. Als Spielerin des Spiels wurde Megan Schutt ausgezeichnet.
| 9. Oktober Scorecard | Dubai | Indien 172-3 (20)          | – | Sri Lanka 90 (19.5) |
|                      |       | Indien gewinnt mit 82 Runs |   |                     |

Indien gewann den Münzwurf und entschied sich, als Schlagmannschaft zu beginnen. Für Indien begannen Shafali verma und Smriti Mandhana. Mandhana gelang ein Fifty über 50 Runs und kurz darauf schied nach Verma nach 43 Runs aus. Daraufhin formte Harmanpreet Kaur eine Partnerschaft mit Jemimah Rodrigues. Rodrigues schied nach 16 Runs aus, während Kaur bis zum Ende des Innings ein Fifty über 52* Runs erzielte und so die Vorgabe auf 173 Runs erhöhte. Die sri-lankischen Wickets erzielten Ama Kanchana und Chamari Athapaththu. Sri Lanka verlor früh drei Wickets, bevor Kavisha Dilhari und Anushka Sanjeewani eine Partnerschaft formten. Sanjeewani gelangen 20 Runs Dilhari 21 Runs. Die ihnen folgende Ama Kanchana konnte daraufhin 19 Runs erreichen, womit sie jedoch nicht mehr die Vorgabe gefährden konnte. Beste indische Bowlerinnen mit jeweils 3 Wickets für 19 Runs waren Arundhati Reddy und Asha Sobhana. Als Spielerin des Spiels wurde Harmanpreet Kaur ausgezeichnet.
| 11. Oktober Scorecard | Dubai | Pakistan 82 (19.5)               | – | Australien 83-1 (11) |
|                       |       | Australien gewinnt mit 9 Wickets |   |                      |

Australien gewann den Münzwurf und entschied sich, als Feldmannschaft zu beginnen. Für Pakistan erzielte Eröffnungs-Batterin Sidra Amin 12 und die hineinkommende Nida Dar 10 Runs. Daraufhin formten Aliya Riaz und Iram Javed eine Partnerschaft. Javed gelangen 12 Runs und Riaz verlor das letzte Wicket des innings zwei Bälle vor Ende nach 26 Runs. Beste pakistanische Bowlerin war Ashleigh Gardner mit 4 Wickets für 21 Runs. Für Australien bildeten die Eröffnungs-Batterinnen Beth Mooney und Alyssa Healy eine Partnerschaft. Mooney erreichte 15 Runs und wurde durch Ellyse Perry ersetzt. Healy verlor ihr Wicket nach 37 Runs, bevor Perry (22* Runs) zusammen mit Ashleigh Gardner (7* Runs) die Vorgabe im 12. Over einholen konnte. Das pakistanische Wicket erzielte Sadia Iqbal. Als Spielerin des Spiels wurde Ashleigh Gardner ausgezeichnet.
| 12. Oktober Scorecard | Sharjah | Sri Lanka 115-5 (20)             | – | Neuseeland 118-2 (17.3) |
|                       |         | Neuseeland gewinnt mit 8 Wickets |   |                         |

Sri Lanka gewann den Münzwurf und entschied sich, als Schlagmannschaft zu beginnen. Für sie formte Eröffnungs-Batterin Chamari Athapaththu eine Partnerschaft zusammen mit der dritten Schlagfrau Harshitha Samarawickrama. Athapaththu erreichte 35 Runs und Samarawickrama 18 Runs. Daraufhin bildeten Kavisha Dilhari und Nilakshi de Silva eine weitere Partnerschaft. Dilhari erreichte 10 Runs, bevor Silva zusammen mit Ama Kanchana beendete. Silva gelangen dabei 14 und Kanchana 10 Runs, womit sie die Vorgabe auf 116 Runs erhöhten. Beste neuseeländische Bowlerinnen waren Amelia Kerr mit 2 Wickets für 13 Runs und Leigh Kasperek 2 Wickets für 27 Runs. Für Neuseeland begannen Suzie Bates und Georgia Plimmer. Bates gelangen 17 Runs und wurde daraufhin von Amelia Kerr ersetzt. Plimmer konnte ein Fifty über 53 Runs erzielen, woraufhin Kerr zusammen mit Sophie Devine die Vorgabe im 18. Over einholen konnte. Kerr erreichte dabei 34* Runs und Devine 13* Runs. Die sri-lankischen Wickets erzielten Chamari Athapaththu und Sachini Nisansala.
| 13. Oktober Scorecard | Sharjah | Australien 151-8 (20)         | – | Indien 142-9 (20) |
|                       |         | Australien gewinnt mit 9 Runs |   |                   |

Australien gewann den Münzwurf und entschied sich, als Schlagmannschaft zu beginnen. Für sie formte Eröffnungs-Batterin Grace Harris eine Partnerschaft zusammen mit der vierten Schlagfrau Tahlia McGrath. McGrath gelangen 32 Runs, woraufhin Ellyse Perry aufs Feld kam. Harris schied nach 40 Runs aus und an der Seite von Perry kam Phoebe Litchfield aufs Feld. Perry erzielte 32 Runs und nachdem Annabel Sutherland nach 10 Runs ausgeschieden war, erhöhte Litchfield mit 15* Runs die Vorgabe für Indien auf 152 Runs. Beste indische Bowlerinnen waren Renuka Singh mit 2 Wickets für 24 Runs und Deepti Sharma mit 2 Wickets für 28 Runs. Für Indien erzielte Eröffnungs-Batterin Shafali Verma 20 Runs, bevor Jemimah Rodrigues zusammen mit Harmanpreet Kaur eine Partnerschaft bildeten. Rodrigues schied nach 16 Runs aus und die ihr folgende Deepti Sharma erreichte 29 Runs. An der Seite von Kaur konnte sich dann keine Batterin mehr etablieren, so dass Kaur mit einem Fifty über 54* Runs die Vorgabe verpasste. Beste australische Bowlerinnen waren Annabel Sutherland mit 2 Wickets für 22 Runs und Sophie Molineux mit 2 Wickets für 32 Runs. Letztere wurde auch als Spielerin des Spiels ausgezeichnet.
| 14. Oktober Scorecard | Dubai | Neuseeland 110-6 (20)          | – | Pakistan 56 (11.4) |
|                       |       | Neuseeland gewinnt mit 54 Runs |   |                    |

Neuseeland gewann den Münzwurf und entschied sich, als Schlagmannschaft zu beginnen. Für sie eröffneten Suzie Bates und Georgia Plimmer. Plimmer erreichte 17 Runs und Bates gelangen 28 Runs. Daraufhin formten Sophie Devine und Brooke Halliday eine weitere Partnerschaft. Halliday erzielte 22 Runs und Devine schied nach 19 Runs aus. Kurz darauf endete das Innings mit einer Vorgabe von 111 Runs für Pakistan. Beste pakistanische Bowlerin war Nashra Sandhu mit 3 Wickets für 18 Runs. Für Pakistan erzielte Eröffnungs-Batterin Muneeba Ali 15 Runs. Von den verblieben Battern konnte lediglich Fatima Sana mit 21 Runs eine zweistellige Run-Zahl erzielen, bevor das letzte Wicket im 12. Over fiel. Damit stand die Niederlage fest und neben pakistan war auch Indien ausgeschieden. Beste neuseeländische Bowlerin war Amelia Kerr mit 3 Wickets für 14 Runs. Als Spielerin des Spiels wurde Eden Carson ausgezeichnet.

### Gruppe B
In der Gruppe B bezwang Südafrika in ihrer ersten Partie das Team aus den West Indies. Daneben konnte England seine ersten drei Begegnungen gewinnen, unter anderem auch gegen Südafrika. So kam es zur entscheidenden Begegnung zwischen England und die West Indies, in dem sich die West Indies durchsetzen konnte und England auf Grund ihrer schlechteren Net Run Rate Südafrika und den West Indies den Vortritt lassen mussten.
Tabelle
| Gruppe B    | Sp. | S | N | NR | P | NRR    |
| ----------- | --- | - | - | -- | - | ------ |
| West Indies | 4   | 3 | 1 | 0  | 6 | +1.536 |
| Südafrika   | 4   | 3 | 1 | 0  | 6 | +1.382 |
| England     | 4   | 3 | 1 | 0  | 6 | +1.091 |
| Bangladesch | 4   | 1 | 3 | 0  | 2 | −0.844 |
| Schottland  | 4   | 0 | 4 | 0  | 0 | −3.129 |

Spiele
| 3. Oktober Scorecard | Sharjah | Bangladesch 119-7 (20)          | – | Schottland 103-7 (20) |
|                      |         | Bangladesch gewinnt mit 16 Runs |   |                       |

Bangladesch gewann den Münzwurf und entschied sich, als Schlagmannschaft zu beginnen. Für sie bildeten die Eröffnung-Batterinnen Shathi Rani und Murshida Khatun eine Partnerschaft. Khatun gelangen 12 Runs, woraufhin Sobhana Mostary aufs Feld kam. Rani erzielte 29 Runs und nachdem Nigar Sultana aufs Feld gekommen war, schied auch Mostary nach 36 Runs aus. Es folgte Fahima Khatun und nachdem Sultana 18 Runs erreichte. beendete Khatun das Innings ungeschlagen mit 10* Runs und erhöhte so die Vorgabe für Schottland auf 120 Runs. Beste schottische Bowlerin war Saskia Horley mit 3 Wickets für 13 Runs. Für Schottland etablierte sich Eröffnungs-Batterin Sarah Bryce. An ihrer Seite erzielten Kathryn Bryce und Ailsa Lister je 11 Runs, jedoch konnte sich keine weitere Batterin in der Folge am Schlag etablieren. Das Innings endete als Sarah Bryce bei 49* Runs stand, was nicht ausreichte, um die Vorgabe einzuholen. Beste bangladeschische Bowlerin war Ritu Moni mit 2 Wickets für 15 Runs, die als Spielerin des Spiels ausgezeichnet wurde.
| 4. Oktober Scorecard | Dubai | West Indies 118-6 (20)           | – | Südafrika 119-0 (17.5) |
|                      |       | Südafrika gewinnt mit 10 Wickets |   |                        |

Südafrika gewann den Münzwurf und entschied sich, als Feldmannschaft zu beginnen. Für die West Indies erzielte die Eröffnungs-Batterin Hayley Matthews 10 Runs. Daraufhin kam Stafanie Taylor aufs Feld und an ihrer Seite gelangen Deandra Dottin 13 und Shemaine Campbelle 17 Runs. Zusammen mit Zaida James beendete Taylor dann das Innings und erhöhte die Vorgabe auf 119 Runs. Taylor erzielte dabei 44* Runs und James 15* Runs. Beste südafrikanische Bowlerin war Nonkululeko Mlaba mit 4 Wickets für 29 Runs. Für Südafrika formten die Eröffnungs-Batterinnen Laura Wolvaardt und Tazmin Brits eine Partnerschaft und konnten ohne Verlust eines Wickets die Vorgabe im 18. Over einholen. Wolvaardt erzielte dabei ein Fifty über 59* Runs und Brits ein ebensolches über 57* Runs. Als Spielerin des Spiels wurde Nonkululeko Mlaba ausgezeichnet.
| 5. Oktober Scorecard | Sharjah | England 118-7 (20)          | – | Bangladesch 97-7 (20) |
|                      |         | England gewinnt mit 21 Runs |   |                       |

England gewann den Münzwurf und entschied sich, als Schlagmannschaft zu beginnen. Für sie begannen Maia Bouchier und Danni Wyatt-Hodge. Bouchier schied nach 23 Runs aus und Wyatt-Hodge nach 41 Runs. Von den verbliebenen batterinnen konnte Amy Jones 12* Runs erzielen und so die Vorgabe auf 119 Runs erhöhen. Beste bangladeschische Bowlerinnen mit je zwei Wickets waren Fahima Khatun (für 18 Runs), Ritu Moni (für 24 Runs) und Nahida Akter (für 32 Runs). Bangladesch verlor früh ihre Eröffnungs-Batter, bevor Sobhana Mostary und Nigar Sultana eine Partnerschaft formten. Sultana gelangen 15 Runs und Mostary konnte 44 Runs erreichen, was jedoch nicht ausreichte die Vorgabe einzuholen. Beste englische Bowlerinnen waren Linsey Smith mit 2 Wickets für 11 Runs und Charlie Dean mit 2 Wickets für 22 Runs. Als Spielerin des Spiels wurde Danni Wyatt-Hodge ausgezeichnet.
| 6. Oktober Scorecard | Dubai | Schottland 99-8 (20)              | – | West Indies 101-4 (11.4) |
|                      |       | West Indies gewinnt mit 6 Wickets |   |                          |

Schottland gewann den Münzwurf und entschied sich, als Schlagmannschaft zu beginnen. Für sie erzielte Eröffnungs-Batterin Saskia Horley 11 Runs, bevor Kathryn Bryce und Ailsa Lister eine Partnerschaft formten. Lister gelangen 26 Runs, woraufhin Lorna Jack-Brown ins Spiel kam. Bryce schied nach 25 Runs aus und Jac-Brown kurz darauf nach 11 Runs. Bis zum Ende des Inning erzielte Darcey Carter 14* Runs und erhöhte damit die Vorgabe für die West Indies auf 100 Runs. Beste Bowlerin der West Indies war Afy Fletcher mit 3 Wickets für 22 Runs. Die West Indies verloren früh ihre Eröffnungs-Batterinnen, woraufhin Qiana Joseph zusammen mit Deandra Dottin eine Partnerschaft formte. Joseph verlor ihr Wicket nach 31 Runs und wurde durch Chinelle Henry ersetzt. Dottin und Henry konnten dann im 12. Over die Vorgabe einholen. Dottin erreichte dabei 28* Runs und Henry 18* Runs. Beste schottische Bowlerin war Olivia Bell mit 2 Wickets für 18 Runs. Als Spielerin des Spiels wurde Chinelle Henry ausgezeichnet.
| 7. Oktober Scorecard | Sharjah | Südafrika 124-6 (20)          | – | England 125-3 (19.2) |
|                      |         | England gewinnt mit 7 Wickets |   |                      |

Südafrika gewann den Münzwurf und entschied sich, als Schlagmannschaft zu beginnen. Für sie formten die Eröffnungs-Batterinnen Laura Wolvaardt und Tazmin Brits eine Partnerschaft. Brits gelangen 13 Runs, woraufhin Anneke Bosch 18 Runs erzielte und durch Marizanne Kapp gefolgt wurde. Wolvaart schied nach 42 Runs aus und als Annerie Dercksen ins Spiel kam, verlor Kapp ihr Wickets nach 26 Runs. Dercksen erzielte bis zum Ende des Innings 20* Runs. Beste englische Bowlerin war Sophie Ecclestone mit 2 Wickets für 15 Runs. Für England bildete Eröffnungs-Batterin Danni Wyatt-Hodge zusammen mit der dritten Schlagfrau Alice Capsey eine Partnerschaft. Capsey erreichte 19 Runs und wurde gefolgt durch Natalie Sciver-Brunt. Wyatt-Hodge verlor ihr Wicket nach 43 Runs, bevor Sciver brunt nach 48* Runs die Vorgabe im letzten Over einholen konnte. Die südafrikanischen Wickets erzielten Marizanne Kapp, Nonkululeko Mlaba und Nadine de Klerk. Als Spielerin des Spiels wurde Sophie Ecclestone ausgezeichnet.
| 9. Oktober Scorecard | Dubai | Südafrika 166-5 (20)          | – | Schottland 86 (17.5) |
|                      |       | Südafrika gewinnt mit 80 Runs |   |                      |

Südafrika gewann den Münzwurf und entschied sich, als Schlagmannschaft zu beginnen. Für sie begannen die Eröffnungs-Batterinnen Laura Wolvaardt und Tazmin Brits. Wolvaardt erreichte 40 Runs und die für sie hineinkommende Anneke Bosch 11 Runs. Daraufhin kam Marizanne Kapp aufs Feld und Brits verlor nach 43 Runs ihr Wicket. Sie wurde durch Sune Luus ersetzt. Kapp gelangen 43 Runs und Luus beendete das innings ungeschlagen mit 18* Runs, womit sie die Vorgabe auf 167 Runs erhöhte. Insgesamt fünf schottische Bowlerinnen erzielten jeweils ein Wicket. Schottland verlor früh drei Wickets, bevor Ailsa Lister 12 Runs erzielte. Von den verbliebenen Batterinnen erreichte Katherine Fraser 14 Runs, während sich keine weitere Spielerin etablieren konnte. Kurz darauf fiel das letzte Wicket ohne das Schottland die Vorgabe gefährden konnte. Beste südafrikanische Bowlerin war Nonkululeko Mlaba mit 3 Wickets für 12 Runs. Als Spielerin des Spiels wurde Marizanne Kapp ausgezeichnet.
| 10. Oktober Scorecard | Sharjah | Bangladesch 103-8 (20)            | – | West Indies 104-2 (12.5) |
|                       |         | West Indies gewinnt mit 8 Wickets |   |                          |

Die West Indies gewannen den Münzwurf und entschieden sich, als Feldmannschaft zu beginnen. Für Bangladesch formten die Eröffnungs-Batterin Dilara Akter zusammen mit der dritten Schlagfrau Sobhana Mostary eine Partnerschaft. Akter erreichte 19 Runs und wurde durch Nigar Sultana gefolgt. Mostary konnte 16 Runs erzielen und nachdem Ritu Moni 10 Runs erzielte, verlor auch Sultana nach 39 Runs ihr Wicket. Das innings endete mit einer Vorgabe von 104 Runs für die West Indies. Beste Bowlerin der West Indies war Karishma Ramharack mit 4 Wickets für 17 Runs. Für die West Indies bildeten die Eröffnungs-Batterinnen Hayley Matthews und Stafanie Taylor eine Partnerschaft. Matthews gelangen 34 Runs und wurde durch Shemaine Campbelle gefolgt. Taylor ging nach 27 Runs verletzt vom Platz, woraufhin Deandra Dottin aufs Feld kam. Campbelle erzielte 21 Runs und Dottin konnte in der Folge im 13. Over die Vorgabe nach 19* Runs einholen. Die bangladeschische Wickets erzielten Marufa Akter und Nahida Akter. Als Spielerin des Spiels wurde Karishma Ramharack ausgezeichnet.
| 12. Oktober Scorecard | Dubai | Bangladesch 106-3 (20)          | – | Südafrika 107-3 (17.2) |
|                       |       | Südafrika gewinnt mit 7 Wickets |   |                        |

Bangladesch gewann den Münzwurf und entschied sich, als Schlagmannschaft zu beginnen. Für sie formte Eröffnungs-Batterin Shathi Rani eine Partnerschaft mit der dritten Schlagfrau Sobhana Mostary. Rani gelangen 19 Runs, woraufhin Nigar Sultana aufs Feld kam. Mostary schied nach 38 Runs aus und ultana beendete das Innings nach 32* Runs. Damit setzte Bangladesch dem südafrikanischen Team eine Vorgabe von 107 Runs. Die südafrikanischen Wickets erzielten Annerie Dercksen, Marizanne Kapp und Nonkululeko Mlaba. Für Südafrika bildete Eröffnungs-Batterin Tazmin Brits eine Partnerschaft mit der dritten Schlagfrau Anneke Bosch. Bosch erreichte 25 Runs und wurde durch Marizanne Kapp gefolgt. Brits verlor ihr Wicket nach 42 Runs und Kapp konnte daraufhin zusammen mit Chloe Tryon die Vorgabe im 18. Over einholen. Tryon erreichte dabei 14* und Kapp 13* Runs. beste bangladeschische Bowlerin war Fahima Khatun mit 2 Wickets für 19 Runs. Als Spielerin des Spiels wurde Tazmin Brits ausgezeichnet.
| 13. Oktober Scorecard | Sharjah | Schottland 109-6 (20)          | – | England 113-0 (10) |
|                       |         | England gewinnt mit 10 Wickets |   |                    |

Schottland gewann den Münzwurf und entschied sich, als Schlagmannschaft zu beginnen. Für sie begannen die Eröffnungs-Batterinnen Saskia Horley und Sarah Bryce. Horley gelangen 13 Runs, woraufhin Kathryn Bryce ins Spiel kam. Sarah Bryce schied nach 27 Runs aus, woraufhin Ailsa Lister 11 Runs erzielte. Daraufhin folgte Megan McColl und Kathryn Bryce verlor ihr Wicket nach 33 Runs. McColl beendete das Innings ungeschlagen mit 10* Runs und erhöhte so die Vorgabe auf 110 Runs. Beste englische Bowlerin war Sophie Ecclestone mit 2 Wickets für 13 Runs. Für England bildeten die Eröffnungs-Batterinnen Maia Bouchier und Danni Wyatt-Hodge eine Partnerschaft, die die Vorgabe in 10 Overn einholte. Boucheir erzielte dabei ein Fifty über 62* Runs und Wyatt-Hodge ein ebensolches über 51* Runs. Als Spielerin des Spiels wurde Maia Bouchier ausgezeichnet.
| 15. Oktober Scorecard | Dubai | England 141-7 (20)                | – | West Indies 144-4 (18) |
|                       |       | West Indies gewinnt mit 6 Wickets |   |                        |

Die West Indies gewannen den Münzwurf und entschieden sich, als Feldmannschaft zu beginnen. Für England begannen die Eröffnungs-Batter Maia Bouchier und Danni Wyatt-Hodge. Wyatt-Hodge erzielte 16 Runs und Bouchier 14 Runs. Daraufhin formten Natalie Sciver-Brunt eine Partnerschaft zusammen mit Heather Knight. Knight gelangen 21 Runs, jedoch konnte sich keine weitere Batterin an der Seite von Sciver-Brunt etablieren. Sciver-Brunt beendete das innings ungeschlagen mit einem Fifty über 57* Runs und erhöhte so die Vorgabe auf 142 Runs. Beste Bowlerin der West Indies war Afy Fletcher mit 3 Wickets für 21 Runs. Für die West Indies eröffneten Hayley Matthews und Qiana Joseph. Joseph erzielte ein Fifty über 52 Runs und Matthews schied kurz darauf ebenfalls nach einem Fifty über 52 Runs aus. Daraufhin konnte die hineinkommende Deandra Dottin 27 Runs erzielen und Aaliyah Alleyne mit 8* Wickets die Vorgabe zwei Wickets für Schluss einholen. Damit war England ausgeschieden. Die englischen Wickets erzielten Sarah Glenn, Sophie Ecclestone und Natalie Sciver-Brunt. Als Spielerin des Spiels wurde Qiana Joseph ausgezeichnet.

## Halbfinale
| 17. Oktober Scorecard | Dubai | Australien 134-5 (20)           | – | Südafrika 135-2 (17.2) |
|                       |       | Südafrika gewinnt mit 8 Wickets |   |                        |

Australien gewann den Münzwurf und entschied sich als Schlagmannschaft zu beginnen. Für sie formte Eröffnungs-Batterin Beth Mooney eine Partnerschaft mit der vierten Schlagfrau Tahlia McGrath. McGrath erzielte 27 Runs und wurde gefolgt durch Ellyse Perry. Mooney gelangen 44 Runs, woraufhin Phoebe Litchfield ins Spiel kam. Perry verlor ihr Wicket mit dem letzten Ball des Innings nach 31 Runs, während Litchfield das Innings ungeschlagen mit 16* Runs beendete. Beste südafrikanische Bowlerin war Ayabonga Khaka mit 2 Wickets für 24 Runs. Für Südafrika bildeten die Eröffnungs-Batterinnen Laura Wolvaardt und Tazmin Brits eine Partnerschaft. Brits erreichte 15 Runs und ihr folgte Anneke Bosch. Wolvaardt schied nach 42 Runs aus und Bosch konnte nach einem Fifty über 74* Runs die Vorgabe im 18. Over einholen. Beste australische Bowlerin war Annabel Sutherland mit 2 Wickets für 26 Runs. Als Spielerin des Spiels wurde Anneke Bosch ausgezeichnet.
| 18. Oktober Scorecard | Sharjah | Neuseeland 128-9 (20)         | – | West Indies 120-8 (20) |
|                       |         | Neuseeland gewinnt mit 8 Runs |   |                        |

Neuseeland gewann den Münzwurf und entschied sich, als Schlagmannschaft zu beginnen. Für sie begannen Suzie Bates und Georgia Plimmer als Eröffnungs-Partnerschaft. Bates schied nach 26 Runs aus und Plimmer nach 33 Runs. Daraufhin formten Sophie Devine und Brooke Halliday eine weitere Partnerschaft. Halliday erreichte 18 und Devine 12 Runs, woraufhin Izzy Gaze ins Spiel kam. Diese beendete das Inning sungeschlagen mit 20* Runs und erhöhte die Vorgabe für die West Indies auf 129 Runs. Beste Bowlerin der West Indies war Deandra Dottin mit 4 Wickets für 22 Runs. Für die West Indies formten die Eröffnungs-Batterinnen Hayley Matthews und Qiana Joseph eine Partnerschaft. Joseph erreichte 12 und Matthews 15 Runs. Daraufhin bildeten Stafanie Taylor und Deandra Dottin eine weitere Partnerschaft. Taylor gelangen 13 Runs und als Afy Fletcher aufs Feld kam, schied Dottin nach 33 Runs aus. Ihr folgte Zaida James die 14 Runs erreichte, bevor Fletcher das Innings mit ungeschlagenen 17* Runs beendete, was jedoch nicht ausreichte um die Vorgabe einzuholen. Beste neuseeländische Bowlerin war Eden Carson mit 3 Wickets für 29 Runs, die dafür als Spielerin des Spiels ausgezeichnet wurde.

## Finale
| 20. Oktober Scorecard | Dubai | Neuseeland 158-7 (20)          | – | Südafrika 126-9 (20) |
|                       |       | Neuseeland gewinnt mit 32 Runs |   |                      |

Südafrika gewann den Münzwurf und entschied sich als Feldmannschaft zu beginnen. Für Neuseeland formte Eröffnungs-Batterin Suzie Bates zusammen mit der dritten Schlagfrau Amelia Kerr eine Partnerschaft. Bates schied nach 32 Runs aus und an der Seite von Kerr gelangen Brooke Halliday 38 Runs. Daraufhin kam Maddy Green ins Spiel und Kerr verlor ihr Wicket nach 43 Runs. Green beendete das Innings ungeschlagen mit 12* Runs und erhöhte so die Vorgabe für Südafrika auf 159 Runs. Für Südafrika bildeten die Eröffnungs-Batter Laura Wolvaardt und Tazmin Brits eine Partnerschaft. Brits erreichte 17 Runs und Wolvaardt 33 Runs. In der Folge formte Chloe Tryon mit Annerie Dercksen eine weitere Partnerschaft. Dercksen erzielte 10 Runs und Tryon schied nach 14 Runs aus. Nach ihrem ausscheiden konnte keine der Batterinnen mehr die Vorgabe gefährden. Beste neuseeländische Bowlerinnen waren Amelia Kerr mit 3 Wickets für 24 Runs und Rosemary Mair mit 3 Wickets für 25 Runs. Als Spielerin des Spiels wurde Amelia Kerr ausgezeichnet.

## Statistiken
Die folgenden Cricketstatistiken wurden bei dem Turnier erzielt.
| Tests              | Tests       | Tests   | Tests   | Tests   | Tests   | Tests   | Tests   | Tests   |
| Batting            | Batting     | Batting | Batting | Batting | Batting | Batting | Batting | Batting |
| Spieler            | Mannschaft  | Spiele  | Innings | Runs    | Average | HS      | 100s    | 50s     |
| ------------------ | ----------- | ------- | ------- | ------- | ------- | ------- | ------- | ------- |
| Laura Wolvaardt    | Südafrika   | 6       | 6       | 223     | 44,60   | 59*     | 0       | 1       |
| Tazmin Brits       | Südafrika   | 6       | 6       | 185     | 46,25   | 57*     | 0       | 1       |
| Danni Wyatt-Hodge  | England     | 4       | 6       | 151     | 50,33   | 51*     | 0       | 1       |
| Harmanpreet Kaur   | Indien      | 4       | 4       | 150     | 150,00  | 54*     | 0       | 2       |
| Suzie Bates        | Neuseeland  | 6       | 6       | 150     | 25,00   | 32      | 0       | 0       |
| Georgia Plimmer    | Neuseeland  | 6       | 6       | 150     | 25,00   | 53      | 0       | 1       |
| Bowling            |             |         |         |         |         |         |         |         |
| Spieler            | Mannschaft  | Spiele  | Overs   | Wickets | Average | BBI     | 5W      | 10W     |
| Amelia Kerr        | Neuseeland  | 6       | 22.4    | 15      | 7,33    | 4/26    | 0       | 0       |
| Nonkululeko Mlaba  | Südafrika   | 6       | 24.0    | 12      | 11,33   | 4/29    | 0       | 0       |
| Afy Fletcher       | West Indies | 5       | 18.0    | 10      | 11,50   | 3/21    | 0       | 0       |
| Rosemary Mair      | Australien  | 6       | 23.0    | 10      | 11,70   | 4/19    | 0       | 0       |
| Annabel Sutherland | Neuseeland  | 5       | 17.5    | 9       | 10,22   | 3/21    | 0       | 0       |
| Eden Carson        | Neuseeland  | 6       | 23.0    | 9       | 16,33   | 3/29    | 0       | 0       |

## Organisation und Umfeld

### Preisgelder
Insgesamt wurden 7,95 Millionen US-Dollar als Preisgeld ausgeschüttet, was ein Anstieg von 2,45 Millionen US-Dollar bei der vorhergehenden Ausgabe war. Damit wurde erstmals eine Frauen-Weltmeisterschaft ausgetragen, nachdem der Weltverband ICC festgelegt hatte, dass Frauen und Männer die gleichen Preisgelder bei Weltmeisterschaften erhalten sollen. Die Aufteilung erfolgt wie folgt:
| Erreichtes Ziel                      | Preisgeld (US-Dollar) |
| ------------------------------------ | --------------------- |
| Gewinner                             | 2.340.000 $           |
| Finalist                             | 1.170.000 $           |
| Verlierer Halbfinale                 | 675.000 $             |
| Team das in der Vorrunde ausscheidet | 112.500 $             |

## Wikilinks
- Turnier auf Cricinfo